# Willem Barents
Willem Barents, (otok Terschelling, Nizozemska, 1550. – nedaleko Novaje zemlje, Rusija, 20. lipnja 1597.) bio je nizozemski istraživač.
Barentsovo more je nazvano po njemu.

## Životopis
Barents je bio sudionik tri od četiri ekspedicije koje su krajem 16. stoljeća organizirane iz Nizozemske s ciljem pronalaska Sjevernog morskog puta za Tihi ocean. Tijekom treće ekspedicije otkriva Svalbard i Bjørnøya (Medvjeđi otok). Kasnije dolazi s posadom do sjevernoistočne obale Novaje zemlje, gdje mu je brod ostao smrznut u ledu. Pošto je ekspedicija prezimila na otoku a brod je ostao zaleđen i tijekom ljetnih mjeseci, Barents odlučuje nastaviti putovanje u manjim brodicama duž ruske laponske obale i Kola poluotoka.
Barentsa je ubio jedan član ekspedicije koji je odmah skočio u more poslije toga. Prema iskazima 12 preživjelih članova zadnje ekspedicije, Barentsov ubojica se doimao bolesno nekoliko zadnjih dana prije ubojstva; između ostalog, imao je halucinacije i probleme sa snom. Godine 1871. pronađena je koliba u kojoj je Barentsova posada prezimila, s očuvanim knjigama, zapisnicima i kartama.
Barents je bio prvi Europljanin koji je prezimio na Arktiku. 